# Moulin de la Marquise
Le moulin de la Marquise est situé en périphérie du village de Moulbaix, au sud-ouest et à quelque cinq kilomètres de la ville d'Ath, dans la province de Hainaut (Région wallonne de Belgique). Construit en 1614, il surplombe le château du Comte d'Ursel, son propriétaire. Il est implanté dans une région très céréalière.

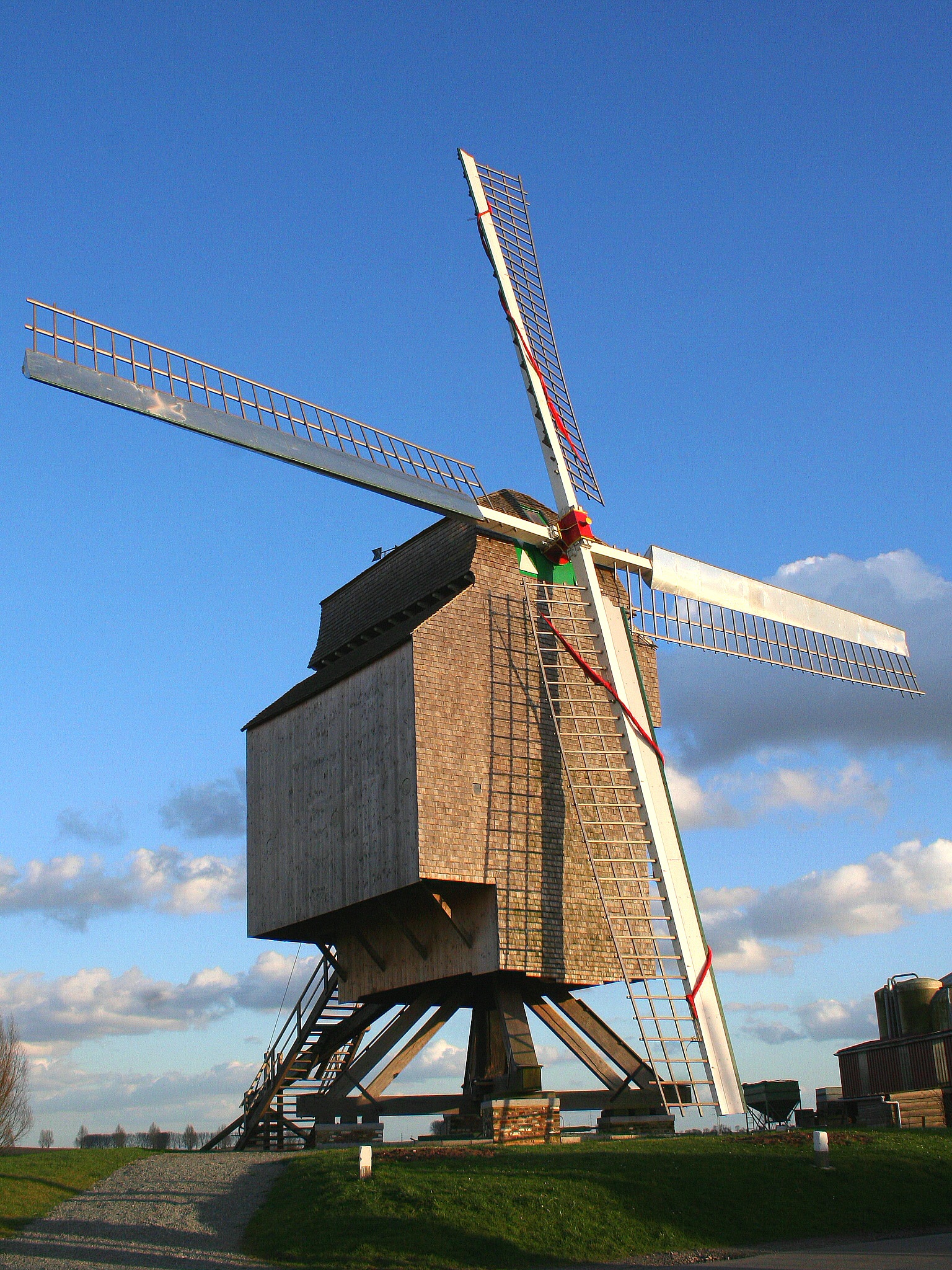
Le moulin de la Marquise, à Moulbaix

## Histoire
Le moulin de la Marquise est l'un des plus anciens de la région. Il est entièrement construit en bois. Sur un grand rouet figure l’inscription « Anno 1614 », ceci ferait donc remonter sa construction à Blicquy à près de 400 ans. Le marquis J.-F. du Chasteler aurait ordonné sa construction sur la demande d’un certain M.Cazier.
Le moulin est transféré à Moulbaix en 1747, grâce à un dénommé Mercier, celui-ci ayant obtenu la permission de bâtir un moulin à vent à Moulbaix au lieu d’un moulin à eau désaffecté depuis la fin du XVIIe siècle.
En 1748, il est revendu au Marquis Gabriel François du Chasteler et de Moulbaix, seigneur au bois de Louvignes. Malgré la supplique adressée par le Marquis au conseil des finances en 1752 faisant état d’un faible rendement et de charges importantes, le moulin est en activité jusqu’en 1927. 
C’est à cette date qu’il est sauvé de la démolition par la Marquise du Chasteler. Celle-ci intervint dans le but de le préserver sur son site. C'est alors qu'il acquiert son nom de Moulin de la marquise. 
S’ensuit une période où le moulin demeure à l’abandon, de 1937 à 1942.
Avec l’accord de son propriétaire, le comte Aymard d’Ursel, le moulin est remis en état par le père du meunier actuel, Joseph Dhaenens. Le moulin est équipé en 1942 de moteurs électriques lui permettant ainsi de fonctionner même par temps calme.
Durant la Seconde Guerre mondiale, des passavants étaient obligatoires pour transporter le grain et la farine mais les cultivateurs trouvèrent divers moyens, comme l’utilisation de faux noms pour s’en procurer et subvenir aux besoins de leurs familles. Le meunier ne les signait pas, leur permettant ainsi de les réutiliser. Tout ceci était risqué. M. Dhaenens allait même jusqu’à faire fonctionner le moulin de nuit. Cette opération est doublement dangereuse car strictement interdite par l’occupant mais aussi parce que durant la nuit, le meunier ne pouvait pas voir venir les changements de temps.
En 1960, une restauration très importante est entreprise : l’axe vertical, dit « pivot » sur lequel repose et pivote le moulin, doit être remplacé, vu l’usure importante. Or le moulin à vent de Rollegem-Kapelle, dont l’estake (pivot) est en tout point identique à celle de Moulbaix, s’était écroulé peu de temps auparavant. Joseph Dhaenens requerra alors l’aide du Comte d’Ursel pour le rachat de l’estake datant de 1783. Grâce à leur action conjuguée, le moulin put de nouveau tourner. À noter que le piédestal ainsi que les escaliers furent également remplacés.
Depuis que la famille Dhaenens s’occupe du moulin de la Marquise, d’autres restaurations furent apportées : le moulin dut affronter une tempête en 1983, ses quatre ailes durent être changées. D'autres restaurations ont lieu en 1984. Celles-ci sont prises en charge par le Ministère de la Communauté française de Belgique, le moulin étant un monument classé. Enfin, en décembre 2005, le gouvernement wallon approuve le lancement d’un grand chantier, achevé fin 2006. Ces travaux consistent en une restauration de la charpente, de la toiture, de la mécanique du moulin et le renouvellement du bardage, fort endommagé par les pluies.

## Fonctionnement et particularités
Comme tout moulin, il est composé d’un élément fixe (pivot, étançons et soles) sur lequel se trouve un élément mobile (la cage du moulin, la queue, le mécanisme intérieur).

### Estake ou pivot
L’axe vertical dit « pivot » à un diamètre de 65cm pour une longueur de 6,75 m au total. Ce pivot peut supporter une charge allant jusqu’à 40 tonnes.

### Cage du moulin
La cage du moulin est, quant à elle, composée de deux étages : le premier, où se trouve le monte charges, le stock de céréales, la trémie d’alimentation, la descente de céréales et la bluterie; le second étage est réservé aux deux paires de meules.

### Meules
La première est utilisée pour la farine de froment et la seconde pour les autres céréales.
Une meule est constituée de deux éléments : une meule « dormante », celle du bas, qui est fixe 
et une autre au-dessus dite « courante », qui tourne. Elles ont un diamètre de 1,5 m pour 30 cm d’épaisseur. Elles pèsent respectivement 1500 kg pour la courante et 1000 kg pour la dormante et datent de 1860. Elles sont en pierre naturelle provenant de « La Ferté-sous-Jouarre » en Seine-et-Marne. À Moulbaix, elle est appelée la meule Anglaise.

### Escalier d’accès
La cage du moulin est maintenue en place et orientée au vent grâce à l’escalier d’accès. Celui-ci intervient aussi dans l’équilibre du moulin.

### Ailes du moulin
Les ailes ont une longueur de 12m. Le moulin a donc une envergure totale de 24m. Par bon vent, il peut tourner de 20 à 25 tours par minute, ce qui équivaut à une vitesse de 80 à 100 km/h.

### Blutterie
La blutterie était en soie naturelle jusqu’en 1984 mais elle est aujourd’hui en toile synthétique. Ses fils ont des mailles de plus en plus grandes allant de 100 fils par pouce à l’entrée à 80 fils à la sortie (soit un fil par 0.30mm). Cette différence permet de séparer la farine du gruau. La farine est généralement blutée à 80 %.

### Céréales travaillées à Moulbaix
A Moulbaix, on travaille particulièrement l’avoine, le froment, l’orge ainsi que le sarrasin.

## Petite anecdote
En septembre 1944, les Alliés contraignant les allemands à battre en retraite, M. Dhaenens, pensant les allemands partis, mit les ailes du moulin en position de fête nationale, ornées du drapeau belge. Or ce qui venait à l’horizon n’était pas des troupes alliées mais bien une colonne allemande à la traîne. Par chance, un voisin parvint à prévenir Joseph Dhaenens à temps et ils retirèrent les couleurs.